# Маргарита III (графиня Фландрії)
Маргарита Дамп'єрр або Маргарита Мальська (13 квітня 1350 — 16 березня 1405) — графиня Бургундії, Фландрії, Неверу, Ретеля і Артуа. Герцогиня-консорт Бургундії (двічі). Представниця династії Дамп'єрр. Дочка Людовика II та його дружини Маргарити Брабантської.
Дружина двох герцогів Бургундії Філіппа I та Філіппа II. Згідно хронікам, Маргарита не володіла привабливою зовнішністю. Коли Карл VI (король Франції) збожеволів, Маргарита з чоловіком постійно проживали в Парижі. Будучи «жорстокою і зарозумілою дамою», з допомогою Королівської Ради здобула владу над королевою Ізабеллою Баварською. Вона командувала і керувала королевою, ніхто не міг отримати доступу до неї і говорити з нею, крім як через герцогиню і з її дозволу. Вона запекло переслідувала радників короля, які колись відтіснили від влади її чоловіка і загрожувала «невідкладно стратити їх ганебною стратою».
Перший чоловік Філіпп I, герцог Бургундії. Пфальцграф Бургундії. Граф Артуа, Оверні та Булоні. Походив з династії Капетингів. Син Філіппа Бургундського та його дружини Іоанни I (графині Оверні). В 1347 році після смерті бабусі Іоанни III (пфальцграфині Бургундії) успадкував пфальцграфство Будгундію і графство Артуа. У 1350 році після смерті діда Еда IV успадкував герцогство Бургундію. Одружився з Маргаритою в 1357 році, доводився їх троюрідним братом. У 1360 році після смерті матері успадкував графства Овернь і Булонь. Того ж року став правити Бургундією самостійно. Філіпп помер в 1361 році під час падіння з коня (за іншою версією — від епідемії), у віці 15 років. Пфальцграфство Бургундія і графство Артуа успадкувала його двоюрідна бабуся Маргарита Французька, бабуся Маргарити.
Другий чоловік Філіпп II, герцог Бургундії. Син Іоанна II (короля Франції) та його першої дружини Бони Люксембург. Виявив хоробрість в битві при Пуатьє, за що отримав прізвисько Сміливий. Одружився з Маргритою 19 червня 1369, був її далеким родичем. Заклав основи для майбутньої могутності Бургундського герцогства. Був меценатом та покровителем мистецтв.

## Родина
Чоловік —  Філіпп I (5 серпня 1346 — 21 листопада 1361) — герцог Бургунді, граф Артуа, Оверні та Булоні. 
Діти: не було 
Чоловік — Філіпп II (17 січня 1342 — 27 квітня 1404), герцог Бургундії.
Діти:
- Іоанн (28 травня 1371 — 10 вересня 1419) — герцог Бургундії.
- Карл (березень 1372 — 13 липня 1373) — помер немовлям.
- Маргарита (16 жовтня 1374 — 8 березня 1441) — дружина Вільгельма II (герцога Баварії, графа Ено, Голландії та Зеландії).
- Катерина (1378 — 26 січня 1425) — вперше вийшла заміж за герцога Леопольда IV (герцога Австрії), вдруге за Максиміліана Массмана. Потомства не залишила.
- Бона (1379 — 10 вересня 1399) — була заручена з Жаном Бурбонським[1]. Померла в віці двадцяти років.
- Антуан (серпень 1384 — 25 жовтня 1415) — граф Ретеля, потім герцог Брабанту. Загинув в битві під Азенкуром, разом із молодшим братом Філіппом.
- Марія (вересень 1386 — 2 жовтня 1422) — дружина герцога Амадея VIII (герцога Савойї).
- Філіпп (грудень 1389 — 25 жовтня 1415) — граф Неверу та Ретеля. Загинув в битві під Азенкуром, разом із старшим братом Антуаном.